# دوري كرة القدم الإنجليزي 1901–02
دوري كرة القدم الإنجليزي 1901–02 هو موسم من دوري كرة القدم الإنجليزي. أقيم خلال الفترة 2 سبتمبر 1901 وحتى 28 أبريل 1902، وفاز فيه نادي سندرلاند.